# Humerus
Humerusul (Humerus) sau osul brațului este un os lung și pereche ce formează scheletul brațului. Prezintă o diafiză și două epifize (proximală, distală). Diafiza sau corpul humerusului are 3 fețe (antero-laterală, antero-medială, posterioară),  3 margini (anterioară, laterală, medială). Epifiza sau extremitatea proximală (superioară) se articulează cu scapula și prezintă câteva formațiuni anatomice (capul humerusului, colul anatomic, tuberculul mare, tuberculul mic, șanțul intertubercular, colul chirurgical).  Epifiza sau extremitatea distală (inferioară) se articulează cu radiusul și ulna și prezintă o parte articulară - condilul humerusului (pe care se află capitulul, trohleea, 3 fose: radială, coronoidă, olecraniană) și o parte nearticulară - epicondilii (epicondilul medial și lateral).

## Corpul humerusului

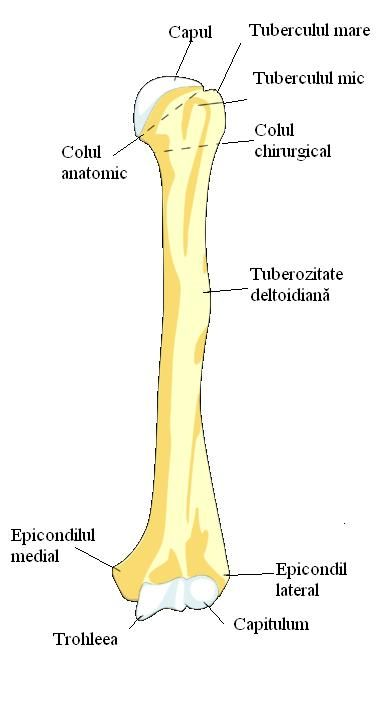
Humerus-vedere frontală

Corpul humerusului (Corpus humeri) sau diafiza humerusului este porțiunea mijlocie a humerusului, aflată între extremitatea proximală și extremitatea distală. Aproape cilindric în partea superioară, corpul devine, pe măsură ce se apropie de extremitatea inferioară, prismatic triunghiular. Prezintă trei fețe (antero-laterală, antero-medială, posterioară) și trei margini (anterioară, laterală, medială), bine diferențiate în porțiunea inferioară, și slab în porțiunea superioară.
- Marginea anterioară (Margo anterior humeri) este bine pronunțată, ascuțită sus și rotunjită în jos. Este o continuare a crestei tuberculului mare, delimitează anterior tuberozitatea deltoidiană, iar la nivelul extremității distale ea se bifurcă, delimitând fosa coronoidă.
- Marginea laterală (Margo lateralis humeri) se extinde de la porțiunea posteroinferioară a tuberculului mare până la epicondilul lateral. Slab pronunțată în jumătatea proximală a corpului, marginea laterală este clar vizibilă și ascuțită în jumătatea distală a lui. Marginea laterală formează în porțiunea sa distală o creasta proeminentă recurbată - creasta supracondiliană laterală (Crista supracondylaris lateralis humeri sau Crista supraepicondylaris lateralis humeri) - care se termină pe epicondilul lateral. Pe creasta supracondiliană laterală se inseră mușchiul brahioradial (Musculus brachioradialis) și mușchiul lung extensor radial al carpului (Musculus extensor carpi radialis longus). Pe marginea laterală și creasta supracondiliană laterală se inseră septul intermuscular lateral al brațului (Septum intermusculare brachii laterale). Marginea laterală este întreruptă la unirea 1/3 sale inferioare cu cele două treimi superioare, de șanțul nervului radial (Sulcus nervi radialis), care trece de pe fața  posterioară pe fața antero-laterală a corpului humerusului.
- Marginea medială (Margo medialis humeri) se extinde de la creasta tuberculului mic până la epicondilul medial. Slab pronunțată în jumătatea proximală a corpului, marginea medială este clar vizibilă și ascuțită în jumătatea distală a lui. Marginea medială formează în porțiunea sa distală o creasta proeminentă recurbată - creasta supracondiliană medială (Crista supracondylaris medialis humeri sau Crista supraepicondylaris medialis humeri) care se termină pe epicondilul medial. Pe creasta supracondiliană medială se inseră în față mușchiul brahial (Musculus brachialis), iar în spate se inseră capul medial al mușchiul triceps brahial (Caput mediale musculi tricipitis brachii). Pe marginea medială și creasta supracondiliană medială se inseră septul intermuscular medial al brațului (Septum intermusculare brachii mediale). Pe marginea medială în porțiune sa mijlocie se inseră mușchiul coracobrahial (Musculus coracobrachialis).
- Fața posterioară (Facies posterior humeri sau Facies posterior corporis humeri) este cuprinsă între marginea medială și marginea laterală, este netedă, mai largă spre epifiza inferioară a osului. La mijlocul ei se află un șanț oblic - șanțul nervului radial (Sulcus nervi radialis) numit și șanțul spiral - cu direcție spiralată, de sus de la marginea medială în jos, trecând peste marginea laterală spre fața anterolaterală, unde se află sub tuberozitatea deltoidiană și apoi coboară spre epicondilul lateral. În el se găsesc nervul radial (Nervus radialis) și artera brahială profundă (Arteria profunda brachii) cu cele două vene satelite. 18% din fracturile corpului humerusului la acest nivel sunt asociate cu lezare nervului  radial în șanțul său, și se manifestă clinic prin paralizia radială. Suprafața feței posterioare este acoperită aproape în întregime de capul lateral și medial al mușchiului triceps brahial (Musculus triceps brachii). Capul lateral al mușchiului triceps brahial (Caput laterale musculi tricipitis brachii) se inseră în treimea proximală lângă marginea laterală, deasupra și lateral de șanțul nervului radial. Capul medial al mușchiului triceps brahial (Caput mediale musculi tricipitis brachii) se inseră larg în porțiune distală lângă marginea medială, medial și sub șanțul nervului radial.
- Fața antero-laterală (Facies anterolateralis humeri sau Facies anterolateralis corporis humeri) este cuprinsă între marginea anterioară și marginea laterală. Ceva mai sus de mijlocul ei se află o rugozitate în forma literei V - tuberozitatea deltoidiană (Tuberositas deltoidea humeri) - pe care se inseră mușchiul deltoid (Musculus deltoideus). Brațul anterior al tuberozității deltoidiană se află lângă marginea anterioară a corpului humerusului, iar brațul posterior deasupra șanțului nervului radial. Distal de tuberozitatea deltoidiană se inseră fibrele laterale a mușchiului brahial (Musculus brachialis). Sub tuberozitate deltoidiană se află șanțul nervului radial (Sulcus nervi radialis) care pleacă de pe fața posterioară tăind marginea laterală. Marginea posterioară a șanțului nervului radial este formată de creasta supracondiliană laterală.
- Fața antero-medială (Facies anteromedialis humeri sau Facies anteromedialis corporis humeri) este cuprinsă între marginea anterioară și marginea medială. În treimea superioară se află șanțul intertubercular (Sulcus intertubercularis humeri) care descinde de la epifiza superioară. În treimea mijlocie lângă marginea medială și pe marginea medială se află o rugozitate pe care se inseră mușchiul coracobrahial (Musculus coracobrachialis). În treimea mijlocie și inferioră se inseră mușchiul brahial (Musculus brachialis). La mijloc, spre marginea medială, se află gaura nutritivă a osului  (Canalis nutricius), care are o direcție oblică în jos.
- Procesul supracondilian (Processus supraepicondylaris humeri) este o apofiză triunghiulară în formă de cârlig inconstantă (în aproximativ 1% din cazuri) aflată pe fața antero-medială la aproximativ 5 cm deasupra epicondilului medial, și care are o lungime de 2 – 20 mm. Procesul supracondilian se curbează în jos și înainte, și vârful lui ascuțit este unit de marginea medială, imediat deasupra epicondilului medial, printr-o bandeletă fibroasă - ligamentul lui Struthers - pe care se inseră mușchiul rotund pronator (Musculus pronator teres). Se formează astfel un orificiu prin care trece în mod obișnuit, nervul median (Nervus medianus) și artera brahială (Arteria brachialis), însă uneori trece numai nervul median sau nervul median împreună cu artera ulnară (Arteria ulnaris) (în caz de dividere înaltă a arterei brahiale). De obicei sub procesul supracondilian se află un șanț, care găzduiește nervul median și artera brahială, și le poate proteja de o eventuală compresiune din partea mușchilor. Ligamentul lui Struthers poate comprima nervul median și artera brahială, cea ce se manifestă clinic printr-o neuropatie mediană (durere, parestezie) sau lipsa pulsului radial.

## Epifiza proximală
Epifiza sau extremitatea proximală (superioară) este voluminoasă, se articulează cu scapula și prezintă câteva formațiuni anatomice: capul humerusului, colul anatomic, tuberculul mare, tuberculul mic, șanțul intertubercular și se unește în jos cu corpul humerusului la nivelul colului chirurgical.
Capul humerusului (Caput humeri) este o suprafață articulară netedă și rotunjită aflată la polul superior al humerusului. Are o formă sferoidală și reprezintă o treime dintr-o sferă. Este acoperit de un cartilaj hialin, care este mai gros în porțiunea sa centrală și se articulează cu cavitatea glenoidă a scapulei formând articulația umărului sau scapulohumerală (Articulatio humeri); capul humerusului este cu mult mai mare decât cavitatea glenoidă, aceasta din urmă reprezentând doar un sfert din suprafața capului humeral. Când membrului superior se află în repaus capul humerusului este îndreptat medial, în sus și posterior; axul capului humerusului formează cu axul diafizei un unghi de 130°-150°. Colul anatomic (Collum anatomicum humeri) este un șanț circumferențial, care separă capul humerusului de restul epifizei; este mai adânc antero-lateral în vecinătatea tuberculului mare. Pe colul anatomic se inseră capsula articulară a articulației umărului, medial capsula articulară deviază de la colul anatomic și coboară 1 cm sau mai mult pe corpul humerusului. Colul anatomic, în partea lui anterolaterală, unde este mai pronunțat, desparte capul humeral de două tuberozități: una mai mare - tuberculul mare și alta mai mică - tuberculul mic. Tuberculul mare (Tuberculum majus humeri) este situat pe partea laterală a epifizei proximale în partea superioară. Pe fața lui posterosuperioară, lângă colul anatomic se află trei fețișoare pentru inserții musculare. Pe fețișoara superioară se inseră mușchiul supraspinos (Musculus supraspinatus), pe cea mijlocie mușchiul infraspinos (Musculus infraspinatus), iar pe cea inferioară mușchiul rotund mic (Musculus teres minor). Fața laterală a tuberculului mare are numeroase orificii vasculare și este acoperită de mușchiul deltoid (Musculus deltoideus). Tuberculul mic (Tuberculum minus humeri) este situat pe partea anterioară a epifizei, sub colul anatomic, medial de tuberculul mare. Pe el se inseră mușchiul subscapular (Musculus subscapularis).
De la tuberculul mare pornește în jos o creastă verticală - creasta tuberculului mare (Crista tuberculi majoris) - pe care se inserează mușchiul pectoral mare (Musculus pectoralis major). De la tuberculul mic pornește în jos o altă creastă verticală - creasta tuberculului mic (Crista tuberculi minoris) - pe care se inserează mușchiul rotund mare (Musculus teres major). Între creasta tuberculului mare și creasta tuberculului mic există un șanț vertical - șanțul intertubercular (Sulcus intertubercularis humeri) sau culisa bicipitală -  care sus se află între tuberculul mare și  tuberculul mic, unde este mai adânc, coboară oblic și se pierde pe fața antero-medială a diafizei humerale.  În fundul șanțului intertubercular se inserează tendonul mușchiului dorsal mare (Musculus latissimus dorsi), iar prin șanț alunecă tendonul capului lung  al mușchiului biceps brahial (Caput longum musculi bicipitis brachii) însoțit de bursa sinovială bicipitală și de o ramură ascendentă a arterei circumflexe humerale anterioară (Arteria circumflexa humeri anterior). Șanțul intertubercular este transformat în canal de fibre conjunctive dispuse transversal.
Sub tuberculul mare și tuberculul mic, la nivelul unirii epifizei proximale cu corpul (diafiza) humerusului se află o porțiune îngustată - colul chirurgical (Collum chirurgicum humeri) - unde se întâlnesc cele mai frecvente fracturi ale humerusului. Nervul axilar (Nervus axillaris) și artera circumflexă humerală posterioară (Arteria circumflexa humeri posterior) se învârt în jurul colul chirurgical în regiunea sa posterioară.

## Epifiza distală
Epifiza sau extremitatea distală (inferioară) este de formă prismatic triunghiulară, turtită antero-posterior, și recurbată dinapoi înainte, având diametrul transversal cu mult mai mare ca cel antero-posterior. Are la mijloc un segment articular - condilul humerusului - care este încadrat de două proeminențe laterale nearticulare - epicondilii. 
- Condilul humerusului (Condylus humeri) este segmentul articular și are 2 suprafețe articulare: trohleea humerusului (medial) și capitulul humerusului (lateral) separate de un șanț intermediar și 3 fose: coronoidă, radială, olecraniană. Condilul humerusului se articulează cu radiusul (articulația humeroradială) și ulna (articulația humeroulnară) în cadrul articulației cotului (Articulatio cubiti). Trohleea humerusului (Trochlea humeri) este o suprafață articulară care se află în partea medială a condilului humerusului și acoperă suprafața lui anterioară, inferioară și posterioară, are forma unui scripete (sau a unui mosor ușor spiralat) și este formată din două margini, două povârnișuri separate de un șanț (gât) spiroid. Trohleea humerusului corespunde incizurii trohleare a ulnei, cu care se articulează formând articulația humeroulnară (Articulatio humeroulnaris). Capitulul humerusului (Capitulum humeri) este o suprafață articulară care se află în partea laterală a condilului humerusului și acoperă suprafața lui anterioară și inferioară, însă nu se extinde pe suprafața lui posterioară; are forma unei proeminențe rotunjite, convexe. Capitulul humerusului se articulează cu foseta capului radiusului formând articulația humeroradială (Articulatio humeroradialis). Trohleea este separată de capitul de un șanț intermediar, care este articular și corespunde marginii fosetei articulare de pe capul radiusului. Pe condilul humerusului se află 3 fose: fosa coronoidă, fosa radială și fosa olecraniană. Peretele despărțitor al acestor fose este subțire, uneori fiind înlocuit de un sept fibros sau chiar de un orificiu. Fosa olecraniană (Fossa olecrani) este o cavitate adâncă pe fața posterioară a condilului humerusului, deasupra trohleei, în care pătrunde vârful olecranului ulnei în extensia completă a antebrațului; planșeul acestei fose este subțire. Fosa coronoidă (Fossa coronoidea humeri) este o cavitate mai mică, pe fața anterioară a condilului humerusului, deasupra trohleei; în ea pătrunde marginea anterioară a procesului coronoidian al ulnei, în mișcările de flexiune ale antebrațului. Fosa radială (Fossa radialis humeri) este o fosă mai puțin profundă pe fața anterioară a condilului humerusului lateral de fosa coronoidă, deasupra capitulului; în ea pătrunde marginea capului radiusului, în flexia maximă a antebrațului.
- Epicondilii humerusului sunt două proeminențe nearticulare pe părțile laterale a epifizei distale care servesc pentru inserții musculare; unul este medial - epicondilul medial, iar altul lateral - epicondilul lateral.

Epicondilul medial (Epicondylus medialis humeri) este o proeminență triunghiulară, turtită antero-posterior, aflată medial și  proximal față de condilul humerusului, la care se termină creasta supracondiliană medială a diafizei humerusului. Este subcutanat și vizibil, mai ales în flexia pasivă a cotului, se poate explora prin inspecție și palpare.  Pe fața lui posterioară netedă se află un șanț vertical - șanțul nervului ulnar (Sulcus nervi ulnaris) pe unde trece nervul ulnar (Nervus ulnaris). Pe epicondilului medial se inseră mușchii antebrațului, ai mâinii și degetelor: a) pe porțiunea superioară a feței anterioare a epicondilului medial se inseră mușchiul rotund pronator (Musculus pronator teres), b) pe porțiunea mijlocie a feței anterioare se inseră tendonul flexor comun al următorilor mușchi: mușchiul flexor radial al carpului (Musculus flexor carpi radialis), mușchiul palmar lung (Musculus palmaris longus), mușchiul flexor superficial al degetelor (Musculus flexor digitorum superficialis), mușchiul flexor ulnar al carpului (Musculus flexor carpi ulnaris), c) pe porțiunea inferioară a feței anterioare se inseră ligamentul colateral ulnar al articulației cotului (Ligamentum collaterale ulnare articulationis cubiti).
Epicondilul lateral (Epicondylus lateralis humeri), este o proeminență aflată lateral față de condilul humerusului, la care se termină creasta supracondiliană laterală a diafizei humerusului; este mai mic decât epicondilul medial. Epicondilul lateral se poate explora prin inspecție și palpare. Pe el se inseră mușchii supinatori și extensori ai antebrațului, mâinii și degetelor. Pe suprafața laterală și anterioară a epicondilului lateral se inseră: a) pe tendonul extensor comun se inseră următorii mușchi: mușchiul scurt extensor radial al carpului (Musculus extensor carpi radialis brevis), mușchiul extensor al degetelor (Musculus extensor digitorum), mușchiul extensor al degetului mic (Musculus extensor digiti minimi), mușchiul extensor ulnar al carpului (Musculus extensor carpi ulnaris), b) lateral pe epicondilul lateral se inseră mușchiul supinator (Musculus supinator), ligamentul colateral radial al articulației cotului (Ligamentum collaterale radiale articulationis cubiti). Pe suprafața posterioară a epicondilului lateral se inseră mușchiul anconeu (Musculus anconeus).

## Inserții musculare
Pe humerus se inseră 24 de mușchi
A. Tuberculul mare
1. Mușchiul supraspinos (Musculus supraspinatus) se inseră pe fețișoara superioară a tuberculului mare.

2. Mușchiul infraspinos (Musculus infraspinatus) se inseră pe fețișoara mijlocie a tuberculului mare.
3. Mușchiul rotund mic (Musculus teres minor) se inseră pe fețișoara inferioară a tuberculului mare.
B. Tuberculul mic

4. Mușchiul subscapular (Musculus subscapularis) se inseră pe tuberculul mic.
C. Creasta tuberculului mare

5. Mușchiul pectoral mare (Musculus pectoralis major) se inseră pe creasta tuberculului mare.
D. Creasta tuberculului mic

6. Mușchiul rotund mare (Musculus teres major) se inseră pe creasta tuberculului mic.
E. Șanțul intertubercular

7. Mușchiului dorsal mare (Musculus latissimus dorsi) se inseră în fundul șanțului intertubercular.
F. Corpul humerusului

8. Mușchiul deltoid (Musculus deltoideus) se inseră pe tuberozitatea deltoidiană.
9. Mușchiul brahial (Musculus brachialis) se inseră în treimea mijlocie și inferioră a corpul humerusului pe fața antero-medială și fața antero-laterală, o porțiune a inserției se extinde pe fața posterioară.
10. Mușchiul coracobrahial (Musculus coracobrachialis) se inseră pe porțiunea mijlocie a feței antero-mediale și a marginii mediale.
11. Mușchiul triceps brahial (Musculus triceps brachii) se inseră pe fața posterioară prin 2 capete.  Capul lateral al mușchiului triceps brahial (Caput laterale musculi tricipitis brachii) se inseră în treimea proximală lângă marginea laterală, deasupra și lateral de șanțul nervului radial. Capul medial al mușchiului triceps brahial (Caput mediale musculi tricipitis brachii) se inseră în porțiune distală lângă marginea medială, medial și sub șanțul nervului radial.
G. Epicondilul medial

12. Mușchiul rotund pronator (Musculus pronator teres). Capul humeral al mușchiului rotund pronator (Caput humerale musculi pronatoris teretis) se inseră pe porțiunea superioară a feței anterioare a epicondilului medial.
Tendonul flexor comun (originea comună a flexorilor)
13. Mușchiul flexor radial al carpului (Musculus flexor carpi radialis) se inseră pe tendonul comun al flexorilor de pe epicondilul medial.
14. Mușchiul palmar lung (Musculus palmaris longus) se inseră pe tendonul comun al flexorilor de pe epicondilul medial.
15. Mușchiul flexor superficial al degetelor (Musculus flexor digitorum superficialis). Capul humeroulnar al mușchiului flexor superficial al degetelor (Caput humeroulnare musculi flexoris digitorum superficialis) se inseră pe tendonul comun al flexorilor de pe epicondilul medial.
16. Mușchiul flexor ulnar al carpului (Musculus flexor carpi ulnaris) se inseră pe tendonul comun al flexorilor de pe epicondilul medial.
H. Creasta supracondiliană laterală 

17. Mușchiul brahioradial (Musculus brachioradialis) se inseră pe porțiunea superioară a crestei supracondiliene laterale.
18. Mușchiul lung extensor radial al carpului (Musculus extensor carpi radialis longus) se inseră pe porțiunea inferioară a crestei supracondiliene laterale.
I. Epicondilul lateral

19. Mușchiul anconeu (Musculus anconeus) se inseră pe suprafața posterioară a epicondilului lateral.
20. Mușchiul supinator (Musculus supinator) se inseră lateral pe epicondilul lateral
Tendonul extensor comun (originea comună a extensorilor).
21. Mușchiul scurt extensor radial al carpului (Musculus extensor carpi radialis brevis) se inseră pe tendonul extensor comun de pe epicondilul lateral.
22. Mușchiul extensor al degetelor (Musculus extensor digitorum) se inseră pe tendonul extensor comun de pe epicondilul lateral.
23. Mușchiul extensor al degetului mic (Musculus extensor digiti minimi) se inseră pe tendonul extensor comun de pe epicondilul lateral.
24. Mușchiul extensor ulnar al carpului (Musculus extensor carpi ulnaris) se inseră pe tendonul extensor comun de pe epicondilul lateral.